# Балута Ігор Миронович
Ігор Миронович Балута (нар. 9 липня 1970, Харків, Українська РСР, СРСР) — український політичний діяч, голова Харківської обласної державної адміністрації з 2 березня 2014 по 3 лютого 2015), член ВО «Батьківщина» до 2014 року.

## Освіта
1993 року закінчив Харківський медичний інститут (спеціальність — педіатрія, кваліфікація — лікар-педіатр).
У 2009 закінчив Харківський регіональний інститут державного управління Національної академії державного управління при Президентові України (спеціальність — державне управління).

## Трудова діяльність
У вересні 1993 — грудні 1998 — лікар-інтерн, лікар-педіатр-інфекціоніст Обласної дитячої інфекційної клінічної лікарні (Харків).
У 1999 влаштувався молодшим співробітником лабораторії Харківського НДІ мікробіології та імунології ім. Мечникова, а через три роки і пішов з медицини в бізнес. Підприємцем Ігор Балута теж пробув недовго — всього-то з 2002 по 2005, «відзначившись» за цей час у двох фірмах — ПП «Фаст» і ЗАТ «Харьковдерев».

## Політична діяльність
Учасник Помаранчевої революції.
У квітні 2005 — вересні 2010 працював начальником Головного управління праці та соціального захисту населення Харківської обладміністрації.
31 жовтня 2010 обраний депутатом Харківської обласної ради VI скликання, фракція «Батьківщина».
На виборах в 2012 році балотувався по 168 мажоритарному округу в Харкові від ВО «Батьківщина».
У період Революції Гідності (2013—2014 рр.) брав участь у акціях протесту проти влади Януковича у Харкові та Києві.

### Голова Харківської обласної державної адміністрації
2 березня 2014 ріку указом виконуючого обов'язки Президента України Олександра Турчинова був призначений головою Харківської обласної державної адміністрації.
В цей час Харків поряд з Донецьком та Луганськом був головною ареною протистояння в ході проросійських протестів на південному сході країни. З лютого сепаратистами було організовано чотири штурми обласної адміністрації, під час яких приїжджими з РФ був встановлено російський прапор, а також проголошена Харківська народна республіка (аналог виникли в сусідніх областях ДНР та ЛНР..
7 квітня 2014 сепаратистами було захоплено будівля Харківської обласної держадміністрації, але наступного дня ХОДА була звільнена та повернена під контроль Української влади. Звільнення здійснював спецпідрозділ українського МВС «Ягуар».
В кінці червня того ж року Балута повідомив про те, що з 6 квітня в Харківській області було затримано 314 сепаратистів.

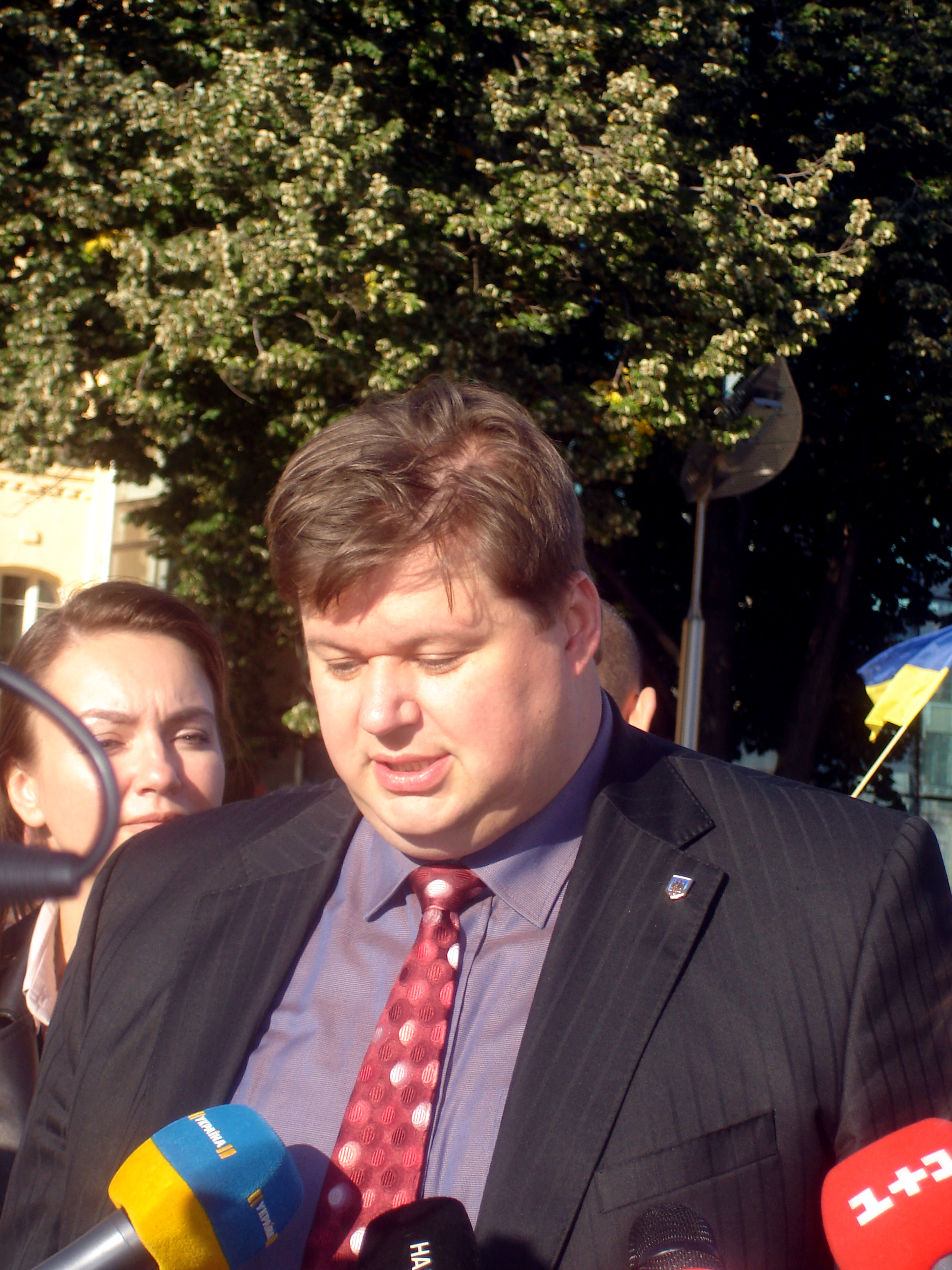
Ігор Балута (вересень 2014)

ХОДА під керівництвом Балути тісно співпрацювала з Харківським люстраційним комітетом. Сам Ігор Балута був одним з 6 голів обласних держадміністрацій, що дали згоду на люстраційну перевірку у 2014.
28 вересня 2014 року під час проукраїнського маршу громадяни повалили пам'ятник Леніну. Кримінального переслідування за акт народної декомунізації не було, оскільки за словами міністра внутрішніх справ Арсена Авакова, напередодні Голова ХОДА Ігор Балута видав розпорядження про демонтаж пам'ятника.
3 лютого 2015 року указом № 55 президент України Петро Порошенко звільнив Ігоря Балуту з посади голови Харківської облдержадміністрації.

### Подальша політична та громадська діяльність
Після відставки Ігор Балута зосередився на роботі в третьому секторі. У цей період він активно бере участь в роботі Благодійного фонду соціального розвитку, в якому він є одним зі співзасновників.
На місцевих виборах у 2015 році балотується на пост Харківського міського Голови. На цей час Ігор Балута є безпартійний, але висування його кандидатури відбувається від «Волонтерської партії України».
І. Балута виступає в пресі з пропозиціями щодо врегулювання «кримського питання». Він пропонує відновити українські держоргани в Криму шляхом розширення адміністративних кордонів півострова на прилеглу територію материкової України. Таким чином, тут, на думку Ігоря Балути, могли б розміститися Кабінет міністрів АРК, регіональні управління СБУ, МВС, прокуратури, фіскальні органи, суди. Тимчасовою столицею Кримської автономної республіки Балута пропонує зробити Генічеськ.
2017 року вступає в громадське об'єднання «Розвиток». 6 грудня 2017 у складі делегації від ГО «Розвиток» бере участь в дискусії «Чи по правильному шляху рухається Україна?», яка проходить в Cato Institute у Вашингтоні.

## Нагороди і звання
- Почесна грамота обласної державної адміністрації та обласної ради;
- Почесна грамота Кабінету Міністрів України;
- Орден «За заслуги» III ступеня[18].